# Municipio de Verdigris (condado de Antelope)
El municipio de Verdigris (en inglés: Verdigris Township) es un municipio ubicado en el condado de Antelope en el estado estadounidense de Nebraska. En el año 2010 tenía una población de 78 habitantes y una densidad poblacional de 0,84 personas por km².

## Geografía
El municipio de Verdigris se encuentra ubicado en las coordenadas 42°23′51″N 98°7′26″O / 42.39750, -98.12389. Según la Oficina del Censo de los Estados Unidos, el municipio tiene una superficie total de 93.29 km², de la cual 93,02 km² corresponden a tierra firme y (0,29 %) 0,27 km² es agua.

## Demografía
Según el censo de 2010, había 78 personas residiendo en el municipio de Verdigris. La densidad de población era de 0,84 hab./km². De los 78 habitantes, el municipio de Verdigris estaba compuesto por el 98,72 % blancos, el 1,28 % eran amerindios. Del total de la población el 0 % eran hispanos o latinos de cualquier raza.